# Listerine

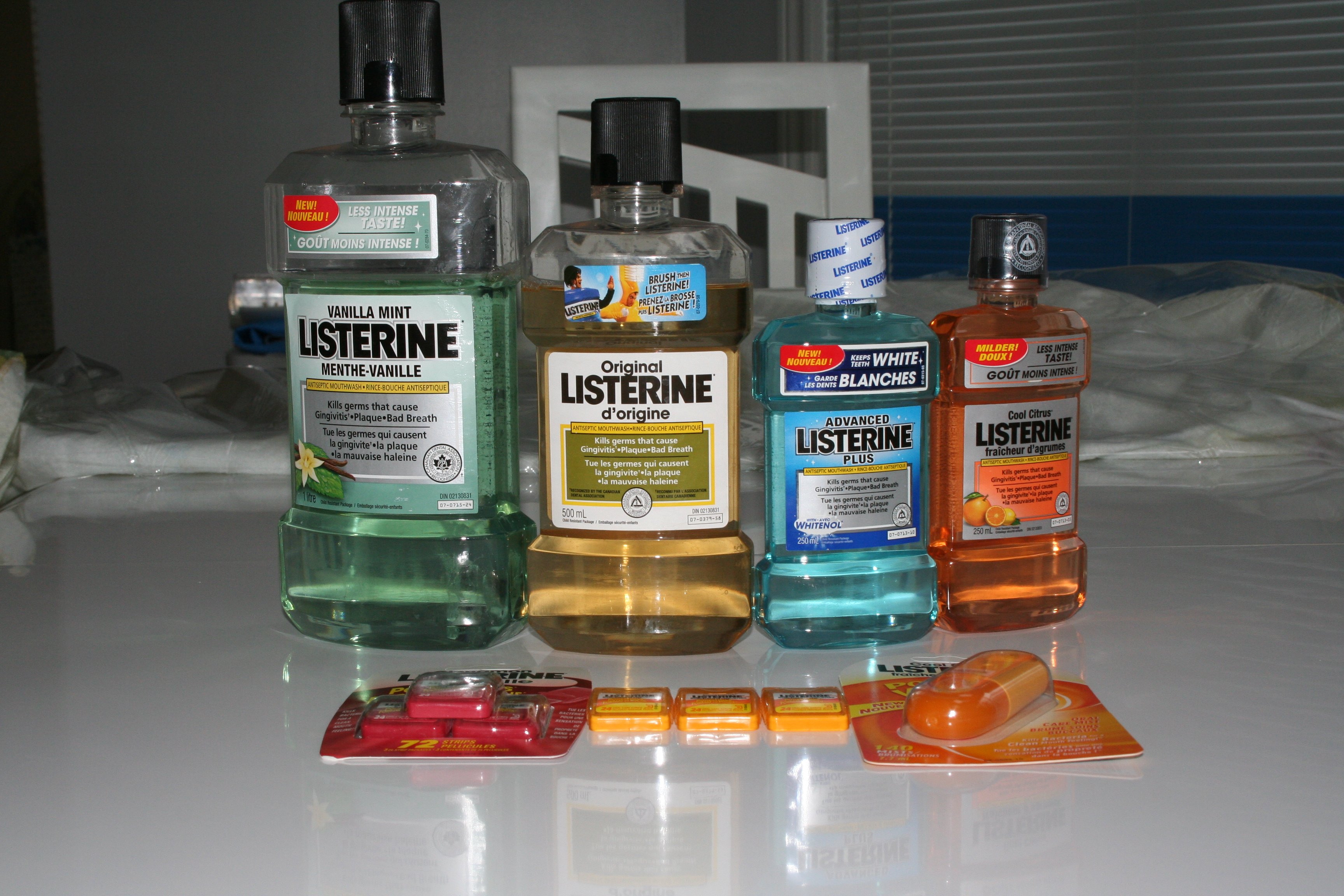
Produtos Listerine

Listerine é uma marca de antisséptico bucal. É promovido com o slogan "Mata germes que causam mau hálito". Em homenagem a Joseph Lister, um pioneiro da cirurgia antisséptica, Listerine foi desenvolvido em 1879 por Joseph Lawrence, um químico em St. Louis, Missouri.
Originalmente comercializado pela Lambert Pharmacal Company (mais tarde se tornou Warner-Lambert), Listerine foi fabricado e distribuído pela Johnson & Johnson desde dezembro de 2006, após adquirir a divisão de produtos de saúde da Pfizer.
O nome da marca Listerine também é usado em pastas de dente, enxágue Listerine Whitening Extreme, Anticáries, Tartar Control e Antimanchas.